# Dominique Mercy
Dominique Mercy, né en 1950 à Mauzac en Dordogne, est un danseur français de danse contemporaine, membre depuis 1974 de la compagnie Tanztheater Wuppertal de Pina Bausch, un pédagogue, et occasionnellement un chorégraphe.

## Biographie
Ayant reçu une formation de danse classique dès l'âge de six ans, Dominique Mercy entre dans le corps de ballet du Grand Théâtre de Bordeaux en 1965, puis, repéré par Françoise Adret, intègre le Ballet-Théâtre contemporain à Amiens lors de sa fondation en 1968. Après avoir travaillé aux États-Unis avec des chorégraphes de danse moderne, il rencontre en 1972, Pina Bausch qui lui propose de rejoindre sa jeune compagnie de danse contemporaine en Allemagne en 1974. Il deviendra avec Bausch le danseur principal de la compagnie — avec notamment un grand rôle-titre dans Orphée et Eurydice (1975) qui fera référence — et parfois le cocréateur des pièces de la chorégraphe. Il collabore également à la fin des années 1970 à deux créations de Carolyn Carlson pour l'Opéra de Paris et travaille avec Peter Goss.
Dominique Mercy fonde avec Jacques Patarozzi et Malou Airaudo, sa compagne rencontrée chez Pina Bausch (avec laquelle il a une fille, Thusnelda Mercy, elle-même danseuse chez Bausch,,), une compagnie appelée La Main, mais reviendra à partir de 1980 danser dans la troupe de Pina Bausch au sein de laquelle il devient également assistant-chorégraphe. Depuis 1988, il enseigne également la danse à la Folkwang Hochschule d'Essen.
Réputé pour sa technique hors du commun et un sens poussé de l'expressivité chorégraphique et théâtrale, il est devenu l'un des danseurs contemporains les plus célèbres. Il a reçu un Bessie Award en 2002 pour sa performance dans Masurca Fogo.
Après le décès soudain de Pina Bausch le 30 juin 2009, Dominique Mercy prend officieusement la direction, avec Robert Sturm l'assistant personnel de la chorégraphe, du Tanztheater Wuppertal pour assurer la continuité de la troupe, direction confirmée le 9 octobre par le conseil d'administration de l'institution,.
Il interprète, en décembre 2015 à l'opéra Bastille, le rôle muet et dansé de Stephen Hawking dans La Damnation de Faust d'Hector Berlioz.

## Chorégraphies majeures
En tant qu'interprète
(sauf mention toutes les chorégraphies sont de Pina Bausch)
- 1974 : Fritz
- 1974 : Iphigénie en Tauride
- 1975 : Orphée et Eurydice
- 1976 : Wind, Water, and Sand de Carolyn Carlson, opéra de Paris
- 1978 : Café Müller[8]
- 1980 : The Architects de Carolyn Carlson à l'Opéra de Paris
- 1980 : Bandoneon
- 1983 : Nelken - Les Œillets[9]
- 1989 : Palermo, Palermo
- 1995 : Danzón[10]
- 1997 : Le Laveur de vitres[11]
- 1998 : Masurca Fogo
- 1999 : Petit Psaume du matin, duo écrit pour Dominique Mercy par Josef Nadj.
- 2015 : La Damnation de Faust d'Hector Berlioz, mise en scène d'Alvis Hermanis, opéra Bastille

En tant que chorégraphe
- Assistant de Pina Bausch pour une grande partie des créations de 1974 à nos jours.
- 2000: Ça ira mieux demain écrit pour Guesch Patti

## Documentaires
- Dominique Mercy danse Pina Bausch par Régis Obadia (2003), documentaire de 52 min.
- Pina par Wim Wenders (2011), film en 3D.